# Жидово (Гнезненський повіт)
Жидово (пол. Żydowo, нім. Siedau) — село в Польщі, у гміні Чернеєво Гнезненського повіту Великопольського воєводства.
Населення — 2005 осіб (2011).
У 1975-1998 роках село належало до Познанського воєводства.

## Демографія
Демографічна структура станом на 31 березня 2011 року:
|          | Загалом | Допрацездатний вік | Працездатний вік | Постпрацездатний вік |
| -------- | ------- | ------------------ | ---------------- | -------------------- |
| Чоловіки | 1014    | 209                | 740              | 65                   |
| Жінки    | 991     | 186                | 627              | 178                  |
| Разом    | 2005    | 395                | 1367             | 243                  |